# Turbo Basic
Turbo Basic est un environnement de développement intégré édité par Borland International, commercialisé en 1987. Il permettait de programmer en langage Basic.
À l'inverse des autres environnements Basic de l'époque, qui étaient bien souvent des interpréteurs, Turbo Basic offrait le grand avantage de pouvoir compiler un programme en BASIC directement sur disque dur ou sur disquette. On pouvait alors obtenir un fichier exécutable pour MS-DOS utilisable de façon indépendante, et plus rapide à l'exécution. Durant la phase de développement, la compilation pouvait s'effectuer dans la mémoire de l'ordinateur. 
Le code source était sauvegardé sous la forme d'un fichier texte (extension .BAS) et pouvait ainsi être ouvert aisément par d'autres programmes.
Le Basic supporté permettait de s'affranchir du problème des numéros de lignes et offrait également des étiquettes pour les branchements (comme les goto).
Le Turbo Basic offrait également une interface pratique en mode texte couleurs avec un système de fenêtres (éditeur, messages, exécution, trace). Les commandes étaient les mêmes que celles de l'éditeur de texte Wordstar, et l'interface était similaire à celle des autres compilateurs de Borland, Turbo C 1.0 et Turbo Pascal 4.0, parus la même année.
Bob Zale, le développeur de Turbo Basic pour Borland, a par la suite développé et distribué son successeur, PowerBASIC (en). Bob Zale est mort le 6 novembre 2012.

## Exemple de source de programme Turbo Basic
```
INPUT "Quel est votre nom"; A$
PRINT "Bonjour "; A$

DO

  INPUT "Combien d'étoiles voulez-vous"; S

  FOR I = 1 TO S
    S$ = S$ + "*"
  NEXT I

  PRINT S$

  DO 
    INPUT "Voulez-vous davantage d'étoiles"; Q$
  LOOP WHILE LEN(Q$) = 0

  Q$ = LEFT$(Q$, 1)

LOOP WHILE (Q$ = "O") OR (Q$ = "o")

PRINT "Au revoir";

FOR I = 1 TO 200
  PRINT A$; " ";
NEXT I

PRINT
END

```